# قورچای (آزادشهر)
قورچای (آزادشهر)، روستایی از توابع بخش مرکزی شهرستان آزادشهر در استان گلستان ایران است.

## جمعیت
این روستا در دهستان نظام آباد قرار دارد و براساس سرشماری مرکز آمار ایران در سال ۱۳۸۵، جمعیت آن ۳٬۳۲۵ نفر (۸۲۵خانوار) بوده‌است.